# アフリカ連合の加盟国一覧

濃い緑がアフリカ連合の加盟国。薄い緑は加盟しているが、参加停止処分を受けている国家。

アフリカ連合の加盟国一覧（アフリカれんごうの かめいこくいちらん）は、アフリカ連合に加盟している国家の一覧である。現在、55の国家が加盟している。

## 現加盟国
以下は、2024年8月現在、アフリカ連合に加盟している国家の一覧である。
参加停止処分を受けている国家については、  背景色を薄い赤にし、また国名の後に「※」を付す。
「加盟日」には、アフリカ連合の前身であるアフリカ統一機構（OAU）から加盟している国家の場合、OAUへの加盟日を記載する。
| 国                   | 加盟日         | 人口        | 面積（km2） | 首都                                                                             | 公用語 | 注釈 |
| -------------------- | -------------- | ----------- | ----------- | -------------------------------------------------------------------------------- | --- | --- |
| アルジェリア         | 1963年05月25日 | 46,814,307  | 2,381,740   | アルジェ                                                                         | - アラビア語 - ベルベル語 | |
| アンゴラ             | 1975年02月11日 | 37,885,849  | 1,246,700   | ルアンダ                                                                         | ポルトガル語 | |
| ウガンダ             | 1963年05月25日 | 50,015,092  | 236,040     | カンパラ                                                                         | - 英語 - スワヒリ語 | |
| エジプト             | 1963年05月25日 | 116,538,257 | 1,010,408   | カイロ                                                                           | アラビア語 | 2013年7月から2015年6月まで、クーデターにより参加停止処分を受けていた。 |
| エスワティニ         | 1968年09月24日 | 1,160,000   | 17,363      | ムババーネ                                                                       | - 英語 - スワジ語 | |
| エチオピア           | 1963年05月25日 | 132,059,767 | 1,129,300   | アディスアベバ                                                                   | - アファル語 - アムハラ語 - オロモ語 - ソマリ語 - ティグリニャ語 | |
| エリトリア           | 1993年05月24日 | 6,209,262   | 121,320     | アスマラ                                                                         | - アラビア語 - 英語 - ティグリニャ語 | |
| ガーナ               | 1963年05月25日 | 31,732,000  | 238,537     | アクラ                                                                           | 英語 | |
| カーボベルデ         | 1975年07月18日 | 556,000     | 4,033       | プライア                                                                         | - カーボベルデ・クレオール語 - ポルトガル語 | |
| ガボン               | 1963年05月25日 | 2,226,000   | 267,667     | リーブルヴィル                                                                   | フランス語 | 2023年8月31日から2025年4月30日まで、クーデターにより参加停止処分を受けていた。 |
| カメルーン           | 1963年05月25日 | 26,546,000  | 475,440     | ヤウンデ                                                                         | - 英語 - フランス語 | |
| ガンビア             | 1965年03月09日 | 2,417,000   | 11,300      | バンジュール                                                                     | 英語 | |
| ギニア※              | 1963年05月25日 | 13,133,000  | 245,857     | コナクリ                                                                         | フランス語 | 2008年12月のクーデターにより、参加停止処分を受けていた。 その後参加資格が復活したものの、2021年のクーデターにより、再度参加停止処分を受けている。 |
| ギニアビサウ         | 1973年11月19日 | 1,968,000   | 36,125      | ビサウ                                                                           | ポルトガル語 | 2012年4月から2014年6月まで、クーデターにより参加停止処分を受けていた。 |
| ケニア               | 1963年05月25日 | 53,771,000  | 580,367     | ナイロビ                                                                         | - 英語 - スワヒリ語 | |
| コートジボワール     | 1963年05月25日 | 28,873,033  | 322,436     | ヤムスクロ                                                                       | フランス語 | 2010年コートジボワール危機により、参加停止処分を受けていた。 |
| コモロ               | 1975年07月18日 | 846,281     | 2,235       | モロニ                                                                           | - アラビア語 - コモロ語 - フランス語 | |
| コンゴ共和国         | 1963年05月25日 | 5,518,000   | 342,000     | ブラザヴィル                                                                     | フランス語 | |
| コンゴ民主共和国     | 1963年05月25日 | 108,407,721 | 2,345,410   | キンシャサ                                                                       | フランス語 | |
| サントメ・プリンシペ | 1975年07月18日 | 219,000     | 964         | サントメ                                                                         | ポルトガル語 | |
| ザンビア             | 1964年12月16日 | 18,384,000  | 752,614     | ルサカ                                                                           | 英語 | |
| シエラレオネ         | 1963年05月25日 | 7,977,000   | 71,740      | フリータウン                                                                     | 英語 | |
| ジブチ               | 1977年06月27日 | 988,000     | 23,200      | ジブチ市                                                                         | - アラビア語 - フランス語 | |
| ジンバブエ           | 1980年06月18日 | 14,863,000  | 390,757     | ハラレ                                                                           | - 英語 - ショナ語 - ンデベレ語 - ほか13言語 | |
| スーダン※            | 1963年05月25日 | 47,958,856  | 1,846,972   | ハルツーム                                                                       | - アラビア語 - 英語 | 2019年6月6日から同年9月6日まで、クーデターにより参加停止処分を受けていた。 その後、2021年10月27日から、クーデターにより再度参加停止処分を受けている。 |
| セーシェル           | 1976年06月29日 | 98,000      | 455         | ヴィクトリア                                                                     | - 英語 - セーシェル・クレオール語 - フランス語 | |
| 赤道ギニア           | 1968年10月12日 | 1,892,516   | 28,051      | マラボ                                                                           | - スペイン語 - フランス語 - ポルトガル語 | |
| セネガル             | 1963年05月25日 | 16,744,000  | 196,190     | ダカール                                                                         | フランス語 | |
| ソマリア             | 1963年05月25日 | 12,386,248  | 637,657     | モガディシュ                                                                     | ソマリ語 | |
| タンザニア           | 1963年05月25日 | 63,852,892  | 945,087     | ドドマ                                                                           | - 英語 - スワヒリ語 | 1964年4月26日、タンガニーカとザンジバル人民共和国が連合して発足した。 |
| チャド               | 1963年05月25日 | 16,426,000  | 1,284,000   | ンジャメナ                                                                       | - アラビア語 - フランス語 | |
| 中央アフリカ共和国   | 1963年05月25日 | 4,920,000   | 622,436     | バンギ                                                                           | - サンゴ語 - フランス語 | 2013年3月から2016年4月まで、内戦により、参加停止処分を受けていた。 |
| チュニジア           | 1963年05月25日 | 11,819,000  | 163,610     | チュニス                                                                         | - アラビア語 - チュニジア語 | |
| トーゴ               | 1963年05月25日 | 8,279,000   | 56,785      | ロメ                                                                             | フランス語 | 2005年2月25日から、違憲な大統領任命が行われたことを理由として参加停止処分を受けていた。 その後、2005年4月24日に大統領選挙が行われた。 |
| ナイジェリア         | 1963年05月25日 | 211,401,000 | 923,768     | アブジャ                                                                         | 英語 | |
| ナミビア             | 1990年06月     | 2,541,000   | 825,418     | ウィントフック                                                                   | 英語 | |
| ニジェール※          | 1963年05月25日 | 24,207,000  | 1,267,000   | ニアメ                                                                           | フランス語 | 2010年2月19日から、クーデターにより参加停止処分を受けていた。 その後参加資格が復活したものの、2023年8月22日から、クーデターにより再度参加停止処分を受けている。                                                                                             |
| 西サハラ             | 1982年02月22日 | 612,000     | 266,000     | - ラユーン（憲法上） - ティファリティ（臨時）                                    | - アラビア語 - スペイン語 | |
| ブルキナファソ※      | 1963年05月25日 | 20,903,000  | 274,200     | ワガドゥグー                                                                     | - ジュラ語 - ビサ語 - フラニ語 - ムーア語 | 2015年のクーデターにより、参加停止処分を受けた。 その後参加資格が復活したものの、2022年1月のクーデターにより、再度参加停止処分を受けている。 |
| ブルンジ             | 1963年05月25日 | 11,891,000  | 27,830      | ギテガ                                                                           | - 英語 - フランス語 - ルンディ語 | |
| ベナン               | 1963年05月25日 | 12,123,000  | 112,620     | ポルトノボ                                                                       | フランス語 | |
| ボツワナ             | 1966年10月31日 | 2,384,246   | 581,730     | ハボローネ                                                                       | - 英語 - ツワナ語 | |
| マダガスカル         | 1963年05月25日 | 27,691,000  | 587,040     | アンタナナリボ                                                                   | - マダガスカル語 - フランス語 | 2002年の政治危機により、参加停止処分を受けていた。 その後参加資格が復活したものの、2009年3月から2014年1月27日まで、政治危機により再度参加停止処分を受けていた。                                                                                             |
| マラウイ             | 1964年07月13日 | 19,130,000  | 118,480     | リロングウェ                                                                     | - 英語 - チェワ語 | |
| マリ※                | 1963年05月25日 | 20,251,000  | 1,240,000   | バマコ                                                                           | - バンバラ語 - アラビア語ハッサニア方言 - シャソンガサンゴ語 - セヌフォ語 - ソニンケ語 - ソンガイ語 - タマシェク語 - ドゴン諸語 - フラニ語 - ボゾ語 - ボム語 - マニンカ語 - ママラ・セヌフォ語 | 2012年3月23日から、クーデターにより参加停止処分を受けていた。 その後参加資格が復活したものの、2020年8月19日から2020年10月9日まで、クーデターにより再度参加停止処分を受けていた。 さらにその後、2021年6月1日から、クーデターにより参加停止処分を受けている。 |
| 南アフリカ共和国     | 1994年06月06日 | 57,516,665  | 1,220,000   | - プレトリア（行政府） - ケープタウン（立法府） - ブルームフォンテーン（司法府） | - アフリカーンス語 - ヴェンダ語 - 英語 - 北ソト語 - コサ語 - ズールー語 - スワジ語 - ソト語 - ツォンガ語 - ツワナ語 - 南ンデベレ語                                                             | |
| 南スーダン           | 2011年07月27日 | 11,194,000  | 619,745     | ジュバ                                                                           | 英語 | |
| モーリシャス         | 1968年08月     | 1,272,000   | 2,040       | ポートルイス                                                                     | - 英語 - フランス語 - モーリシャス・クレオール語 | |
| モーリタニア         | 1963年05月25日 | 4,161,925   | 1,030,700   | ヌアクショット                                                                   | アラビア語 | 2005年のクーデターにより参加停止処分を受けていた。 その後参加資格が復活したものの、2008年モーリタニアクーデターにより再度参加停止処分を受けていた。 |
| モザンビーク         | 1975年07月18日 | 31,255,000  | 801,590     | マプト                                                                           | ポルトガル語 | |
| モロッコ             | 2017年01月31日 | 36,911,000  | 446,550     | ラバト                                                                           | - アラビア語 - ベルベル語 | モロッコはアフリカ連合の前身であるアフリカ統一機構に加盟していた。 しかし1984年11月、アフリカ統一機構にサハラ・アラブ民主共和国が加盟したことに反発し、脱退した。 その後2017年1月31日に、アフリカ連合に再加盟した。                                         |
| リビア               | 1963年05月25日 | 7,361,263   | 1,759,540   | トリポリ                                                                         | アラビア語 | |
| リベリア             | 1963年05月25日 | 5,258,000   | 111,370     | モンロビア                                                                       | 英語 | |
| ルワンダ             | 1963年05月25日 | 14,256,566  | 26,338      | キガリ                                                                           | - 英語 - スワヒリ語 - フランス語 - ルワンダ語 | |
| レソト               | 1966年10月31日 | 2,142,000   | 30,355      | マセル                                                                           | - 英語 - ソト語 | |

## 元加盟国
以下は、過去にアフリカ連合に加盟していた国家の一覧である。
| 国                   | 人口       | 面積（km2） | 首都             | 公用語                    | 注釈 |
| -------------------- | ---------- | ----------- | ---------------- | ------------------------- | --- |
| ザンジバル人民共和国 | 1,303,569  | 2,650       | ザンジバルシティ | - アラビア語 - スワヒリ語 | 1964年4月26日にタンガニーカとザンジバルが連合し、タンガニーカ・ザンジバル連合共和国（後にタンザニア連合共和国に改名）となった。 |
| タンガニーカ         | 49,000,000 | 942,437     | ダルエスサラーム | - 英語 - スワヒリ語       | 1964年4月26日にタンガニーカとザンジバルが連合し、タンガニーカ・ザンジバル連合共和国（後にタンザニア連合共和国に改名）となった。 |